# Trizs
Trizs je obec na severovýchodě Maďarska v župě Borsod-Abaúj-Zemplén, v okrese Putnok.
Rozkládá se na ploše 10,25 km² a v roce 2009 zde žilo 227 obyvatel.